# Pacanów (Silésie)
Pour les articles homonymes, voir Pacanów (homonymie).
Pacanów est une localité polonaise de la gmina de Panki, située dans le powiat de Kłobuck en voïvodie de Silésie.